# Cold Turkey Press
Cold Turkey Press is de naam van een Rotterdamse underground uitgeverij, die actief was van 1970 tot 1976. De uitgeverij werd geleid door beeldend kunstenaar Gerard Bellaart. 
In het fonds van Cold Turkey Press komen de eerste Nederlandse vertalingen voor van Charles Bukowski, William Burroughs, en Federico Garcia Lorca. Daarnaast verschenen Engelstalige uitgaven van onder andere Sinclair Beiles en Ira Cohen. In 1975 ontstond ophef toen Cold Turkey Press transcripties publiceerde van de radiotoespraken die Ezra Pound tijdens de Tweede Wereldoorlog vanuit het fascistische Italië uitzond en waarvoor hij na de oorlog gevangen werd gezet en uiteindelijk krankzinnig werd verklaard. In 2006 wijdde het Historisch Museum Rotterdam een tentoonstelling aan Cold Turkey Press.